# Józef Zapędzki
Józef Zapędzki (11. března 1929, Kazimierówka – 15. února 2022, Vratislav) byl polský sportovní střelec. Na olympijských hrách v Mexiku roku 1968 získal zlatou medaili ve střelbě z rychlopalné pistole na 25 metrů. Ve stejné disciplíně zlato obhájil za čtyři roky na hrách v Mnichově. Zúčastnil se též olympijských her 1964 (15. místo), 1976 (45. místo - zasekla se mu pistole) a 1980 (14. místo). Svých posledních olympijských her se zúčastnil v 51 letech. Jeho nejlepším výsledkem na mistrovství světa bylo stříbro, přivezl si ze světového šampionátu též bronz (50 m z rychlopalné pistole). V roce 1965 se stal v Bukurešti mistrem Evropy. Měl rovněž 23 titulů mistra Polska.
Byl profesionální voják, z armády odešel v hodnosti podplukovníka v roce 1977. Vyšší hodnost ho minula, protože odmítl vstoupit do komunistické strany. Poté pracoval jako trenér (mj. v Západním Německu) a taxikář.
Jeho otec byl zavražděn v koncentračním táboře Dachau - dva dny předtím, než američtí vojáci vstoupili do tábora. Vítězství na mnichovské olympiádě pro Zapędzkiho tudíž mělo mimořádný emocionální význam, neboť zlatou medaili obdržel v den výročí přepadení Polska německou armádou, a to na místě vzdáleném asi 14 kilometrů od masového hrobu, kde jeho otec ležel. On sám musel za války ve 14 letech na nucené práce.
S tréninkem sportovní střelby začal až ve 28 letech a vyvinul vlastní metodu, když vypozoroval, že ideálního zamíření střelec dosahuje v páté až sedmé sekundě míření, a v tomto čase tedy vždy vystřelil. Podle vlastního vyprávění se v mládí bez svého vědomí oženil s prostitutkou. Když se o její profesi dozvěděl, rozvedl se a tři roky poté osobní krizi řešil alkoholem.